# Dassault Mirage 2000
Mirage 2000 je francuski višenamjenski jednomotorni lovac četvrte generacije koji je proizvodila tvrtka Dassault Aviation. Dizajniran je kao laki lovac (poput MiGa-29) na temelju Mirage-a III krajem 1970-ih za potrebe francuskog ratnog zrakoplovstva. Mirage 2000 razvijen je u uspješan višenamjenski vojni avion koji je proizveden u nekoliko različitih varijanti. Varijante uključuju Mirage 2000N i Mirage 2000D (lovci za nuklearni napad), poboljšani Mirage 2000-5 i nekoliko izvoznih varijanti. Proizvedeno je preko 600 primjeraka aviona te su tijekom 2009. godine bili u službi devet zemalja diljem svijeta.

## Razvoj
Na temelju zahtjeva Ratnog zrakoplovstva Francuske ranih 1970-ih godina, pokrenut je projekt: "Budući borbeni zrakoplov" (francuski: Avion de Combat Futur). Proizvođač Dassault Aviation ponudio je dvomotorni Dassault Mirage, međutim avion je bio preskup pa je projekt prekinut 1975. godine. Nakon toga Dassault Aviation ponudio jednomotorni Dassault 2000 kao alternativu te je od francuske Vlade dobio odobrenje da nastavi s projektom 18. prosinca 1975. To je bio povratak na prvu generaciju Miragea, ali s nekoliko važnih inovacija kojima su se pokušali riješiti nedostaci. Vođe projektnog tima bili su: B.C. Valliéres, J. Cabrière, J.C. Veber i B. Revellin-Falcoz.
Tijekom razvoja ovog malog vojnog aviona, konkurentska tvrtka General Dynamics pobijedila je Mirage-ovu tvrtku Dassault Aviation u javnom natječaju za nabavu novih vojnih aviona u Belgiji, Nizozemskoj, Danskoj i Norveškoj. Tako je Ratno zrakoplovstvo spomenutih zemalja u svoj sastav uvelo F-16 Fighting Falcon umjesto Dassault Mirage F1 kojeg je ponudio francuski proizvođač. Također, te zemlje postali su i američki strateški NATO partneri te jedni od najvećih korisnika F-16 lovca na svijetu.
Unatoč tome "porazu", bilo je jasno da će mali jednomotorni lovac kojeg je u to vrijeme proizvodio Dassault Aviation biti najcjenjeniji kod stranih kupaca. Također, uspjeh Mirage 2000 potaknut će i razvoj dvomotornog Mirage 4000, ali on neće ostvariti doslovno nikakav uspjeh u odnosu na prethodnika.
10. ožujka 1978. izveden je prvi let prototipa aviona a njime je upravljao test-pilot Jean Coreau. Zahvaljujući primjenama novih tehnologija kao i temeljenju novog zrakoplova na Mirageu III, prošlo je svega 27 mjeseci od kada je pokrenut projekt pa do prvog leta.
U ljeto 1978. na Farnborough Airshowu avion je pokazao odličnu sposobnost upravljanja ali i neočekivano malu potpunu kontrolu pri brzini od 204 km/h i napadnom kutu od 26 stupnjeva. Mirage 2000 bio je jedna od zvijezda na airshowu te postao direktni protivnik za F-16. Nakon toga, uslijedila je izrada drugog prototipa 18. rujna 1978. i trećeg prototipa 26. rujna 1979. godine. Nakon 400 sati leta, avioni su poslani u CEV (fra. Centre d'Essais en Vol). Četvrti prototip napravljen je za Dassaultove potrebe, dok je u konačnici prvi dvosjed Mirage 2000B poletio 11. listopada 1980.
Prvi proizvodni primjerci poletjeli su 20. studenog 1982. dok u isto vrijeme zrakoplov ulazi u operativnu službu. Proizvodnja Miragea 2000 završena je 2007. nakon što je posljednji zrakoplov isporučen grčkom ratnom zrakoplovstvu (23. studenog 2007.).

## Dizajn
Primjenjujući koncept delta krila kao na Dassault Mirageu III, Dassault je izradio novi dizajn za svoje avione. Ova konfiguracija nije idealna za okretnost, nisku visinu leta te malu uzletno-sletnu stazu, ali ima prednosti poput velike brzine leta, jednostavnosti gradnje, teške uočljivosti na radaru i unutranjeg volumena.

### Karakteristike
Značajka Mirage 2000 bila je nisko postavljeno delta krilo. Avion je imao i četiri "zračne kočnice", po dvije na svakom krilu. One su postavljene na vrhu krila (veoma slično kao i kod Mirage III). Pilotu je to omogućavalo zadržati kontrolu pri većim napadnim kutovima.
Neutralna točka bila je postavljena ispred centra gravitacije zrakoplova dajući pilotu opuštenu stabilnost kako bi se povećala manavarska sposobnost.
Prilikom kočenja zrakoplov primjenjuje ugljične kočnice. Kao i kod drugih lovaca, slijeće se na stražnje dvostruke kotače i služi se padobranom iz repa kao kočnicom (iznad ispušne cijevi aviona).
Na prednjem dijelu zrakoplova, s desne strane ispred kokpita, nalazi se cijev za nadopunu goriva tijekom leta.

### Sustav kontrole letenja
Mirage 2000 ima automatski sustav kontrole leta osiguravajući time visoki stupanj agilnosti i lakše rukovanje zajedno sa stabilnošću i preciznijim upravljanjem u svim situacijama. Sustav je pouzdan te do sada nije zakazao.

### Pilotska kabina
Mirage je dostupan kao višenamjenski lovac jednosjed i dvosjed. Piloti sjede u izbacivim sjedalima SEMB Mark 10 koja se mogu aktivirati na nultoj visini (piloti se mogu sigurno katapultirati iz kabine dok je zrakoplov na zemlji). Sjedala SEMB Mark 10 napravljena su po licenci od britanskih sjedala Martin-Baker Mark 10. 
Za razliku od američkog F-16, kod Mirage-a pilot sjedi u konvencionalnom položaju te sjedalo nije postavljeno pod kosinom sa stražnje strane (kao kod F-16). 
Kokpit je veoma malen ali unatoč tome vidljivost iz kokpita je veoma dobra, no svejedno manja nego kod F-16. Posebice to vrijedi na položaju od "šest sati".
Kod instrument ploče (Mirage 2000C) dominira Sextant VE-130 zaslon koji prikazuje podatke vezane uz kontrolu leta, navigaciju, cilj (metu) te raspoloživo oružje. Na instrument ploči smješten je i radarski zaslon VMC-180. S donje lijeve strane ploče smješteni su navigacijski instrumenti i visonomjer. S desne polovice instrument ploče postavljeni su instrumenti vezani za motor aviona. 
Kraj instrument ploče nalazi se i "sigurni" radio za komunikaciju s drugim avionima iz ekadrile ili kontrolnim tornjem.

### Elektronička oprema
Elektronička oprema vezana za Mirage 2000B/C obuhvaća navigacijski sustav Sagem ULISS 52, TRT radio visinomjer, centralno digitalno računalo Dassault Electronique Type 2084, digitalnu podatkovnu jedinicu te podatkovno računalo Sextant Avionique Type 90.
Paket komunikacijske opreme uključuje:
- LMT NRAI-7A IFF odašiljač,
- IO-300-A prijemnik,
- TRT ERA 7000 V/UHF primopredajnik i
- TRT ERA 7200 UHF ili EAS sustav sigurne glasovne komunikacije.

#### Radar
Radari Thomson-CSF RDM (multifunkcionalni radar) i Dassault Electronique/Thomson-CSF RDI (impulsni radar) ugrađivani su u Mirage-ove modele C i D. Svaki od tih radara imao je operativni raspon od 100 km. Oni su predstavljali evoluciju Cyrano radara s više modernijih jedinica obrade podataka te boljim sposobnostima, kao "pogled prema dolje" i "pucanje prema dolje". Učinkoviti domet radara bio je 60 – 70 km ako se radi o ciljevima koji su na nižim visinama. Također, noviji radari povezani su sa Super R.530F projektilima. Tu mogućnost imalo je prvih 37 zrakoplova isporučenih francuskoj vojsci te većina aviona namijenjenih inozemnom tržištu. Ta mogućnost može se primjenjivati i na protubrodskim i zrak-zemlja raketama.
Prvi Thompson-CSF RDM radari nisu bili povezani sa Super R.530F raketama no to je ubrzo riješeno. Neki noviji Mirage 2000-5 lovci namijenjeni izvozu rabe RDY radar. Taj radar omogućuje praćenje više meta istodobno.

#### Protumjere
Mirage 2000 opremljen je s RWR prijemnikom s radarskim upozorenjem ako se radi o protivničkom avionu, radaru, topništvu namijenjenom protuzračnoj obranii sl.
RWR prijemnik zajedno s antenom nalazi se na krilu Miragea. Također, na krilo zrakoplova postavljen je Dassault Sabre RF koji ima istu funkciju kao i RWR prijemnik.
Na prve primjerke Miragea postavljeni su Dassault Éclair toplinski mamci. Oni su s vremenom zamijenjeni boljim Matra Spirale mamcima. Po dva takva sustava ugrađena su na svako krilo te imaju ukupni kapacitet od 224 patrone mamaca.

### Motori i sustav goriva
Prvih 37 Mirage 2000 imali su SNECMA M53-5 turbo-fen motore dok su sljedeći primjerci koristili SNECMA M53-P2 turbo-fen motore. Oni mogu stvoriti 64 kN potiska dok su s naknadnim izgaranjem mogu stvoriti snagu do 95,1 kN potiska.
Zrakoplov upotrebljava dva usisnika zraka (u obliku polukruga) kojima se motor opskbljuje zrakom. Jedan je postavljen s lijeve a drugi s desne bočne strane aviona, iza kokpita lovca.
Ukupni unutarnji kapacitet goriva koji Mirage može ponijeti, ovisi o modelu, pa tako razlikujemo:
- Mirage 2000C/E - max. kapacitet od 3.978 litara goriva,
- Mirage 2000 B/N/D/S - max. kapacitet od 3.904 litara goriva.

Kako bi se povećao dolet lovca postoje i odbacivi spremnici od 1.300 i 1.700 litara goriva koji su smješteni na krilu.

### Naoružanje i nosivost
Mirage 2000 opremljen je s dva DEFA 554 (danas GIAT 30-550 F4) revolverska topa gdje svaki ima po 125 metaka. Može se odrediti brzina paljbe od 1200 ili 1800 metaka po minuti. Svaki metak teži 275 grama te može postići brzinu od 800 m/s.
Ovisno o modelu, Mirage 2000 može prenositi od 6,3 do 7 tona eksplozivnog oružja. Ispod lovca nalaze se devet "nosača" na koja se mogu montirati rakete, bombe i sl. Po dva nosača montirana su ispod svakog krila dok ih je pet montirano ispod trupa.
Na krilima se mogu nalaziti dvije Matra Super 530D radarski navođene zrak-zrak rakete srednjeg doleta. Također nosačima na krilima namijenjene su i dvije laserski navođene Matra R550 Magic rakete kratkog dometa.
Novije verzije Mirage 2000C rabe modernije MBDA MICA IR/IF zrak-zrak rakete umjesto starijih Matra Super 530D raketa.
Od zrak-zemlja projektila, Mirage 2000 može upotrebljavati i :
- AM39 Exocet protubrodski projektil,
- AS-30L laserski navođeni projektil i
- ASMP nuklearni projektil.

Također u raspoloživom arsenalu Miragea, mogu se upotrebljavati i devet Mk.82 bombi.

## Operativna povijest

### Francuska
Mirage 2000 zrakoplovi francuskog ratnog zrakoplovstva upotrebljavali su se tijekom Zaljevskog rata kao i u zračnim operacijama NATO-a i UN-a tokom rat u Bosni i na Kosovu. Tokom jedne operacije u Bosni 1995. godine jedan avion je oborila vojska Republike Srpske sa sovjetskim raketnim bacačem 9K38 Igla.
Francuska je Mirage 2000D upotrebljavala u sklopu međunarodnih sigurnosno - vojnih snaga kao potporu tijekom misija u Afganistanu 2001. i 2002. Zrakoplovi su se primjenjivali za precizno izvođenje napada laserski navođenim bombama.
Mirage 2000 u francuskoj vojsci zamijenjen je s Dassault Rafale-om koji je u operativnu primjenu ušao 27. lipnja 2006.
Međutim, u ljeto 2007. Dassault Rafale povučen je za službu u Afganistanu jer ga je Francuska navela kao područje visokog rizika. Stoga je za to područje aktivirana ponovna uporaba tri Mirage 2000 lovca kao potpore NATO-vim trupama.

### Grčka
8. listopada 1996. grčki Mirage 2000 oborio je turski F-16D iznad Egejskog mora. Turska Vlada tvrdila je da je njihov avion bio u zračnoj vježbi sjeverno od grčkog otoka Samos, u neposrednoj blizini turskog kopna. Pilot je poginuo, dok je kopilot katapultiran te ga je spasila grčka vojska.

### Indija
Indijci su svojim Mirage 2000 lovcima dodijelili ulogu zrakoplova za nuklearni napad (eng. nuclear strike). 
1999. kada je između Indije i Pakistana izbio Kargilski konflikt kod Kašmira, Mirage 2000 pokazao je dobre karakteristike na himalajskim vrhovima. Uspjeh je tim veći što su indijski Mirage-ovi imali ograničene zračne sposobnosti te su bili mnogo teži zbog nošenja laserski navođenih bombi. Zanimljivo je spomenuti da su dva Mirage 2000 iz eskadrile imala 515 letova te su obavila 240 zračnih napada u kojima su izbacili ukupno 55.000 kg bombi, raketa i ostalog eksplozivnog oružja.
Mirage 2000 u tome sukobu obavljao je glavnu funkciju za napad dok je sovjetski MiG-29 upotrebljavan kao zračna potpora.
Lako održavanje i veliki stupanj mogućnosti koje se s njime mogu postići, omogućili su da Mirage 2000 postane jednim od najefikasnijih boraca indijskog ratnog zrakoplovstva u povijesti.

### Drugi korisnici
Ujedinjeni Arapski Emirati upotrebljavali su svoje Mirage 2000 tijekom Zaljevskog rata ali u malo zračnih operacija.
Tajvan je upotrebljavao Mirage-ove modele 2000-5EI za testiranje oružja i zračne vježbe. 1998. Mirageov dvosjed DI ispalio je jedan MICA projektil te je pogodio cilj koji je bio 67 km daleko. To je bilo prvo lansiranje MICA projektila izvan Francuske. Drugi MICA projektil ispaljen izvan Francuske bio je na istočnoj obali Tajvana 2000. godine.

## Inačice

### Mirage 2000C
Prvi Mirage 2000 koji je ušao u službu bio je presretač jednosjed Mirage 2000C. Postojala su četiri prototipa jednosjeda, računajući i prvi Mirage 2000 koji je proizveden. Proizvodnja Mirage-a 2000C započinje u studenome 1982. dok je isporuka započela 1983. Prva operativna eskadrila oformljena je 1984. za 50-u godišnjicu francuskog ratnog zrakoplovstva. Francuska vojska raspolagala je sa 124 modela 2000C.
Prvih 37 Mirage 2000C isporučeni su i opremljeni s Thomson-CSF RDM (multifunkcionalnim radarom) te SNECMA M53-5 turbo-fen motorom. Trideset i osmi Mirage 2000C bio je opremljen SNECMA M53-5 P2 turbo-fen motorom. Tvrtka Thales izradila je za model 2000C impulsni radar koji ulazi u službu 1987. U odnosnu na prijašnji, noviji radar imao je poboljšani domet od 150 km te je bio povezan s Matra Super 530D projektilima koji su se pokazali znatno boljima od starijih Super 530F projektila. Mogućnosti "pogleda prema dolje" kao i "ciljanja prema dolje" bile su poboljšane. Ipak, radar se upotrebljavao samo za navođenje zrak-zrak projektila ali ne i za zrak-zemlja projektile.
Kasnija nadogradnja obuhvaćala je NTCR modofikaciju za impulsni radar koja je omogućavala identifikaciju ciljeva u zraku. Naoružanje je obuhvaćalo:
- Matra MICA IR projektil (tražio je cilj na temelju topline),
- Matra (68 mm zrak-zemlja projektil),
- Mk serija 80 (željezne bombe od 250, 400 i 1000 kg) i
- kasetne bombe (francuska Belouga ili drugi ne-francuski model).

Neke varijante modela 2000C, posebno one opremljene s multifunkcionalnim radarom (uglavnom se radi o izvoznim modelima) imaju mogućnost uporabe Exocet protubrodskih raketa.
Osim toga, indijski Mirage-ovi opremljeni su za prijenos ruskih R-73AE raketa i indijskih Astra projektila.

### Mirage 2000B
Mirage 2000B je dvosjed namijenjen za zračne vježbe. Prvi puta je poletio 11. listopada 1980. Francuske zračne snage upotrebljavaju 30 ovakvih zrakoplova za trening mladih pilota.

### Mirage 2000N i 2000D
Mirage 2000N je varijanta namijenjena za nuklearni napad. U tu svrhu upotrebljava nuklearni projektil Air-Sol Moyenne Portée (ASMP) snage 150 i 300 kT ovisno o modelu.
Inicijalna testiranja ova dva modela lovca 2000N/D tj. njihovih prototipova započela su 3. veljače 1983. 
Mirage 2000N u službu ulazi 1988., te ih je izgrađeno 75 komada.
Mirage 2000D napravljen je za konvencionalni napad te je razvijen na temelju modela 2000N. Prvi let već usavršenog 2000D modela bio je 31. ožujka 1993. U službu ulazi u travnju 1995. Izrađeno ih je 86 komada.

### Mirage 2000-5
Kasnih 1980-ih Mirage 2000 počeo je konkurirati najnovijim modelima američkog F-16 lovca. Stoga Dassault Aviation započinje s nadogradnjom Mirage 2000C modela koji postaje Mirage 2000-5. 
U tu svrhu prerađen je i prototip Mirage 2000B (trenerski dvosjed) koji postaje prvi prototip Mirage 2000-5. Prvi let imao je 24. listopada 1990. Nakon toga je i prototip Mirage 2000C prerađen na isti način te je svoj prvi let imao 27. travnja 1991. Mirage 2000-5 u službu ulazi 1997.
Ti avioni opremljeni su sa sustavom TV/CT CLDP laserskog označavanja, RDY radarskim sustavom koji može otkriti 24 ciljeva te istodobno pratiti njih 8. Također, poput Mirage-a 2000C, lovac upotrebljava moderne MBDA MICA IR/IF zrak-zrak rakete za različite ciljeve.
Kao obrambene sustave lovac upotrebljava sustav ICMS 2 te Samir DDM sustav upozorenja o ispaljenom projektilu. ICMS sustav uključuje prijemnik koji je povezan s računalom za obradu podataka i signala o otkrivanju neprijateljskih raketa. Također, isti sustav može analizirati kopno.
Stakla u pilotskoj kabini imaju mogućnost noćnog gledanja (eng. Night vision). Ona su preuzeta s Dassault Rafalea. Također, Mirage 2000-5 može nositi odbacive spremnike goriva namijenjene za model 2000N.
1993. francuska vojska odlučila je preraditi 37 postojećih Miragea 2000 u Mirage 2000-5 da oni posluže kao privremeni lovci prije nego što u aktivnu službu krene Dassault Rafale. Ti nadograđeni lovci imaju oznaku 2000-5F i ulaze u operativnu službu 2000. Oni su zadržali stari RWR prijemnik s radarskim upozorenjem o protivniku te nisu imali ugrađeni ICMS 2 obrambeni sustav. Francusko ratno zrakoplovstvo misli nadograditi te avione s MBDA MICA IR/IF zrak-zrak raketama.

#### Mirage 2000-5 Mark 2
Dassault Mirage odlučio je poboljšati Mirage 2000-5 stvaranjem Mirage 2000-5 Mark 2 koji je trenutno najnaprednija varijanta Miragea 2000. Dodatna oprema uključuje napredne sustave za napad uporabom MICA ER projektila, FLIR sustav za ciljanje mete te RDY-2 radar s indikatorom o pokretnim metama. RDY-2 pokazao se boljim od svog prethodnika RDY jer je bio odličan u svim vremenskim uvjetima.
Zaslon u boji u pilotskoj kabini imao je veću rezoluciju dok je MDPU (prvotno napravljena za Dassault Rafale) bila modernija centralna jedinica za obradu podataka. Tu je još Thales Totem 3000 inercijalni navigacijski sustav s GPS mogućnostima što je pružalo veću preciznost i pouzdanost (u odnosu na stari ULISS 52 navigacijski sustav koji je zamijenjen).
Od ostalih nadogradnji tu je još i noviji sustav za dovod kisika pilotu.
U budućnosti se planira uvođenje Thales AIDA sustava za vizualnu identifikaciju, GPS prijemnik i novi senzori velikog dometa. Od ostale tehnologije razvijene za Dassault Rafale uvest će se i infracrveni optički senzor za ciljanje.

### Mirage 2000E
Mirage 2000E bila je oznaka za niz izvoznih varijanti Miragea 2000. Ovi avioni imali su M53-P2 turbo-fen motore te poboljšani RDM+ radar te sustav laserskog ciljanja - ATLIS II. Mana ATLIS-II sustava je da se može upotrebljavati samo tijekom dana.

#### Mirage 2000M (Egipat)
Egipat je bio prvi strani kupac koji je naručio 16 modela jednosjeda Mirage 2000M i 4 Mirage 2000BM za trening krajem 1981. Isporuka je izvršena 1986.
Egipćani su naručili i sustav laserskog ciljanja ATLIS II kao i širok raspon naoružanja, uključujući projektile Matra R550 Magic-II i Matra Super 530D, AS-30L laserski navođene projektile i Martel anti-radijacijske projektile.

#### Mirage 2000H (Indija)
Indija je ukupno kupila 51 avion - 41 jednosjed i 10 dvosjeda. Indijska vojska svoje je Mirage 2000 zrakoplove nazvala - Varja. Indija je uz lovce kupila i ATLIS II sustav i laserski navođene projektile.
Budući da je Indija htjela brze lovce, prvi dio pošiljke od 26 lovca jednosjeda i 4 lovca dvosjeda poslan je sa starijim M53-5 turbo-fen motorima početkom 1985. Ti avioni dobili su oznaku Mirage 2000H5 i Mirage 2000TH5. U drugoj pošiljci poslano je još 10 lovaca jednosjeda s M53-P2 turbo-fen motorom. Nakon druge pošiljke u sve avione stavljeni su noviji M53-P2 turbo-fen motori. Jednosjedi su postali Mirage 2000H a dvosjedi Mirage 2000TH.
Završna isporuka preostalih lovaca izvršena je tokom 1987. i 1988. godine.
Mirage 2000-5 bio je kandidat za za uvođenje u službu Indijskog ratnog zrakoplovstva. Indija je javnim natječajem htjela nabaviti novih 126 borbenih aviona. Proizvođač Dassault Aviation imao je tri konkurenta:
- "starog znanca" F-16 Fighting Falcon koji mu je već "oteo" posao u Nizozemskoj, Belgiji, Norveškoj i Danskoj 1970-ih,
- švedski JAS 39 Gripen koji osim u "domovini" već ima svoje tržište u Češkoj, Mađarskoj i JAR-u i
- ruski MikoyanMiG-35.

Francuski proizvođač u to vrijeme je najavio da će se Mirage 2000 zamijeniti novijim Dassault Rafaleom te će se time proizvodnja Miragea 2000 biti završena.
Tako je Indija najavila kako će uložiti 1,9 miljardi USD u program naoružavanja svojih 51 Mirage 2000 lovaca. Najavljena je kupnja MBDA nuklearnih projektila i AIM-132 ASRAAM projektila za zračne borbe (eng. dog-fight) početkom 2007. Također program uključuje i opremanje s novim radarima, elektroničkom opremom i te obnavljanje kokpita i računala za obradu podataka. Ovo će biti prvi Mirageov zrakoplov koji će uz francuske, nositi i britanske projektile.

#### Mirage 2000P (Peru)
Peru je naručio 10 lovaca jednosjeda (2000P) i 2 dvosjeda (2000DP) namijenjenih zračnim vježbama i treningu pilota. Uz to, Peruanci su naručili oružje slično onome koje je kupila egipatska vojska kao i sustav laserskog ciljanja ATLIS II.

#### Mirage 2000-5EI (Tajvan)
1992. Tajvan je naručio 48 lovaca jednosjeda Mirage 2000-5EI i 12 dvosjeda Mirage 2000-5DI namijenjenih treningu i zračnim vježbama. Jednosjed je bio sličan modelu 2000-5 a dvosjed modelu 2000-5D. Prva tajvanska zračna eskadrila uvela je u svoje redove kupljene Mirage 2000 lovce 1997. a posljednja 1999.
Lovci su bili namijenjeni zračnim borbama tako da im je maknuta mogućnost bombardiranja ciljeva na zemlji. Uz lovce, Tajvan je naručio i "inteligentne" ASTAC projektile.
Prije tajvanske narudžbe, Francuska je 1992. Tajvanu službeno ponudila Mirage 2000-5. Neki izvori navodili su da će Tajvan kupiti 120 vojnih aviona, no narudžba je svedena na njih 60 (48 lovaca jednosjeda i 12 trening aviona dvosjeda). Dogovor i narudžba postignuti su 17. studenog iste godine. Ta narudžba dobila je kodno ime Fei Lung (kin. leteći zmaj). 
Također, to je bila i prva tajvanska narudžba francuskih zrakoplova od 1937. Naime, 1937. Tajvan je zadnji puta kupio 24 francuskih Dewoitine D.510C aviona.
Uz avione, naručeno je i 960 MBDA MICA IR/IF zrak-zrak raketa srednjeg dometa i 480 laserski navođenih Matra R550 Magic raketa kratkog dometa. Naručeni su i DEFA 554 topovi s revolverskim streljivom s kojima su opremljeni i kupljeni dvosjedi. Od ostale opreme, naručeni su i odbacivi spremnici za gorivo.
Prva serija od 5 proizvedenih Mirage 2000-5 lovaca dostavljena je 6. svibnja 1997. u luci Hualien na istočnoj obali Tajvana. Tamo su zrakoplovi provjereni te su odletjeli u bazu Hsinchu. Zadnja isporuka preostalih aviona izvršena je 26. studenog 1998. dok su sljedeće godine ušli u tajvansku zračnu eskadrilu. Svi kupljeni Mirage 2000-5 služe u 499. zračnoj eskadrili u Hsinchu.

#### Mirage 2000-5EDA (Katar)
1994. Katar naručuje devet lovaca jednosjeda Mirage 2000-5EDA i tri Mirage 2000-5DDA aviona za trening i zračne vježbe. Isporuka je započela 1997.

#### Mirage 2000EAD/RAD (UAE)
1983. Ujedinjeni Arapski Emirati kupuju 22 višenamjenska jednosjeda Mirage 2000EAD, 8 unikatnih aviona Mirage 200RAD za izviđanje i 6 Mirage 2000DAD dvosjeda za trening i zračne vježbe. Emirati su ukupno naručili 36 Mirage-ovih aviona. Isporuka svih naručenih zrakoplova završila je 1989.
Izviđačka verzija 2000RAD nema ugrađene kamere i senzore ali ipak se može primjenjivati u zračnim borbama ili za napadačku funkciju. U ovome trenutku UAE su jedina zemlja na svijetu koja je svoje izviđačke Mirage 2000 avione specijalizirala i za napadačku ulogu.

#### Mirage 2000EG (Grčka)
Početkom ožujka 1985. Grčka je naručila 26 lovaca jednosjeda Mirage 2000EG i 4 dvosjeda za trening i zračne vježbe Mirage 2000BG kao dio projekta modernizacije grčke vojske, kodnog imena Talos. Avioni su opremljeni s ICMS 1, sustavom otkrivanja neprijateljskih raketa. To je poboljšani sustav od prijašnjeg te je prvotno namijenjen za model 2000C. Također, promijenjeno im je i mjesto montaže AM.39 protu-brodskih projektila.
2000. Grčka naručuje 15 novih Mirage 2000-5 Mk.2 zrakoplova. Postojećih 10 aviona Mirage 2000EG preuređeno je kao Mirage 2000-5 Mk.2, dok je jedan trening zrakoplov 2000BG preuređen kao Mirage 2000EG (detaljnije na tablici korisnika).
Značajka grčkih Mirage 2000-5 Mk. 2 lovaca je ugradnja SATURN "sigurnih" radija.

#### Mirage 2000BR (Brazil)
Mirage Aviation sudjelovao je u Brazilu na natječaju obnove brazilskog ratnog zrakoplovstva za uvođenje novog lovca kao zamjene za stari Mirage IIIEBR/DBR.
Mirage na tom natječaju pobjeđuje sa svojim lovcem 2000BR, drugom varijantom modela Mirage 2000-9. Međutim zbog brazilskih gospodarskih (fiskalnih) problema projekt je privremeno obustavljen u veljači 2005. U srpnju 2005. Brazil pristaje kupiti 10 lovaca jednosjeda Mirage 2000C i 2 dvosjeda za trening Mirage 2000B. Ti avioni nisu bili novi nego su bili "umirovljeni" iz francuske vojne službe pod oznakom F-2000.
Prva dva Mirage 2000B i 2000C dostavljeni su u brazilsku vojnu bazu u Anápolisu 4. rujna 2006. a preostali zrakoplovi 26. kolovoza2008.

#### Mirage 2000-9
Mirage 2000-9 je izvozna varijanta modela Mirage 2000-5 Mk.2. Ujedinjeni Arapski Emirati su kupci tih zrakoplova. Naime, UAE je već naručio 20 jednosjeda i 12 dvosjeda modela 2000-9. Inicijalna isporuka u Emirate započela je u proljeće 2003.
Tako UAE danas raspolažu sa 68 Mirage 2000 aviona, te su poslije Francuske (315), drugi najveći korisnika tog modela aviona. Također, Emirati će 30 postojećih Mirage 2000 aviona nadograditi kao Mirage 2000-9.
Njihovi lovci opremljeni su sa sustavom laserskog ciljanja, sustavom Nahar za navigaciju te RDY-2 radarom. Tu je još IMEWS sustav zračnih protumjera koji je usporediv s novijim sustavom ICMS-3. Zrakoplovi su nauružani sa zrak-zrak raketama "Crni Shaheen" koji je u osnovi varijanta krstarećeg projektila MBDA Apache.

## Korisnici
| Francuska                  | Francuska                                | Francuska |
| Model                      | Svrha                                    | Količina  |
| -------------------------- | ---------------------------------------- | --------- |
| 2000C                      | Lovac jednosjed                          | 124       |
| 2000C                      | Model koji je nadograđen kao 2000-5F     | 37        |
| 2000D                      | Dvosjed za konvencionalni napad          | 86        |
| 2000N                      | Dvosjed za nuklearni napad               | 75        |
| 2000B                      | Dvosjed s opremom od 2000C               | 30        |
| Ukupno                     | Ukupno                                   | 315       |
| Indija                     |                                          |           |
| 2000H                      | Model koji će biti nadograđen kao 2000-5 | 41        |
| 2000TH                     | Dvosjed za zračne vježbe i trening       | 10        |
| Ukupno                     | Ukupno                                   | 51        |
| Ujedinjeni Arapski Emirati |                                          |           |
| 2000EAD                    | Višenamjenski jednosjed                  | 22        |
| 2000-9                     | Lovac jednosjed                          | 20        |
| 2000-9D                    | Dvosjed za zračne vježbe i trening       | 12        |
| 2000RAD                    | Unikatni model za izviđanje              | 8         |
| 2000DAD                    | Dvosjed za zračne vježbe i trening       | 6         |
| Ukupno                     | Ukupno                                   | 68        |
| Republika Kina             |                                          |           |
| 2000-5EI                   | Model sličan modelu 2000-5               | 48        |
| 2000-5DI                   | Model sličan modelu2000-5D               | 12        |
| Ukupno                     | Ukupno                                   | 60        |
| Grčka                      |                                          |           |
| 2000EG                     | Model sličan modelu 2000C                | 22        |
| 2000-5 Mk 2                | Višenamjenski lovac                      | 25        |
| 2000BG                     | Dvosjed za zračne vježbe i trening       | 8         |
| Ukupno                     | Ukupno                                   | 55        |
| Egipat                     |                                          |           |
| 2000EM                     | Model sličan modelu 2000C                | 16        |
| 2000BM                     | Dvosjed za zračne vježbe i trening       | 4         |
| Ukupno                     | Ukupno                                   | 20        |
| Katar                      |                                          |           |
| 2000-5EDA                  | Lovac jednosjed                          | 9         |
| 2000-5DDA                  | Dvosjed za zračne vježbe i trening       | 3         |
| Ukupno                     | Ukupno                                   | 12        |
| Peru                       |                                          |           |
| 2000P                      | Višenamjenski lovac jednosjed            | 10        |
| 2000DP                     | Dvosjed za zračne vježbe i trening       | 2         |
| Ukupno                     | Ukupno                                   | 12        |
| Brazil                     |                                          |           |
| 2000C                      | Lovac jednosjed                          | 10        |
| 2000B                      | Dvosjed za zračne vježbe i trening       | 2         |
| Ukupno                     | Ukupno                                   | 12        |

## Tehničke karakteristike
Osnovne karakteristike
- posada: 1
- raspon krila: 9,13 m
- površina krila: 41 m²
- visina: 5,20 m

Letne karakteristike
- najveća brzina: 2.333 km/h (1.450 mph, 2,2 macha)
- dolet: 1.555 km (1.20 milja)
- brzina penjanja: 285 m/s
- najveća visina leta: 17.060 m
- specifično opterećenje krila: 337 kg/m²
- motor: 1× SNECMA M53-P2 turbofen motor s naknadnim sagorijevanjem

Naoružanje
- naoružanje:
- Top: 2× 30 mm DEFA 554 revolverski top, 125 metaka po topu
- Nosač oružja: ukupno 9 nosača na koja se mogu montirati rakete, bombe i sl. (4 nosača na krilima i 5 ispod trupa). Maksimalna nosivost je 6.300 kg
- Rakete: Matra 68 mm rakete
- Projektili:
  - Zrak - zrak projektili:
    - 6× MBDA MICA IR/RF
    - 2× Matra R550 Magic-II i 2× Matra Super 530D

  - Zrak - zemlja projektili:
    - 2× AM39 Exocet
    - 2× AS-30L laserski navođeni projektili
    - 1× ASMP taktički nuklearni projektil
- Bombe: 9× Mk.82

## Mirage 2000 u popularnoj kulturi
Model Mirage 2000C pojavio se 2005. u francuskom filmu "Les Chevaliers du Ciel" (doslovni prijevod: Vitezovi neba, eng. filmski prijevod: Sky Fighters). Glavne junake filma glume Benoît Magimel (kao kapetan Antoine "Walk'n" Marchelli) i Clovis Cornillac (kao kapetan Sébastien "Fahrenheit" Vallois). Oni tumače uloge vojnih pilota francuskih zračnih snaga koji se bore protiv terorista.

## Galerija slika
U dolje navedenoj galeriji, nalazi se popis Mirage 2000 lovaca te eskadroni francuskog ratnog zrakoplovstva kojima pripadaju.
- Mirage 2000 od eskadrila "Cigognes"
- Mirage 2000 C od eskadrila "Ile de France"
- Mirage 2000 D od eskadrila "Ardennes"
- Mirage 2000 N od eskadrila "Dauphiné"
- Mirage 2000 C RDI od eskadrila "Picardie"
- Mirage 2000 B od eskadrila "Cambresis"
- Mirage 2000 N od eskadrila "Limousin"
- Mirage 2000 C eskadrila "Vendée"

## Vidjeti također
Povezani zrakoplovi
- Dassault Mirage 2000N/2000D
- Dassault Mirage 4000

Usporedivi zrakoplovi
- Chengdu J-10 Vigorous Dragon
- F-16 Fighting Falcon
- F/A-18 Hornet
- IAI Lavi
- JAS 39 Gripen
- JF-17 Thunder
- Mikoyan MiG-29
- Mitsubishi F-2

## Vanjske poveznice
- Stranica proizvođača
- Globalsecurity.org
- www.airforce-technology.com
- www.wingweb.co.uk
- www.FAS.org